# Bicéphalisme en France
 (juin 2009).
Si vous disposez d'ouvrages ou d'articles de référence ou si vous connaissez des sites web de qualité traitant du thème abordé ici, merci de compléter l'article en donnant les références utiles à sa vérifiabilité et en les liant à la section « Notes et références ».
Le bicéphalisme est un mode d'organisation du pouvoir exécutif dans lequel les compétences attribuées à l'organe exécutif sont exercées à la fois par le chef d'État et le gouvernement.
Le bicéphalisme a toujours été caractérisé, en France, par son aspect inégalitaire. À de très rares exceptions près, les régimes politiques français sont organisés avec des fonctions de chef d'État et de chef de gouvernement distinctes l'une de l'autre, dans une logique parlementariste. En fonction du régime, c'est soit le chef de l'État (roi puis président de la République), soit le chef du gouvernement (président du Conseil, Premier ministre et autres) qui domine.

## Régimes antérieurs à la Cinquième République
La Troisième république offrait au président de la république le pouvoir exécutif. Mais la responsabilité du Gouvernement devant le Parlement a peu à peu fait glisser le pouvoir exécutif entre les mains du président du Conseil (fonction qui n'était même pas inscrite dans les lois constitutionnelles de 1875) au détriment du président de la République qui s'est retrouvé sans pouvoir.
La Quatrième République, proclamée en 1946, a repris et officialisé (malgré les avertissements de Charles de Gaulle qui préconisait un régime de séparation stricte des pouvoirs) le fonctionnement officieux de la Troisième République en offrant le pouvoir exécutif au président du Conseil et en ne donnant au président de la république qu'un rôle purement honorifique. 
Bien que la Cinquième République soit assimilée au régime présidentiel, elle est aussi un régime parlementaire, puisqu'il y a une responsabilité du Gouvernement devant le Parlement et une irresponsabilité du Président. En revanche, c'est le Président qui possède le pouvoir de dissoudre la chambre basse du  Parlement, et non le Premier Ministre. C'est pour cela que la Cinquième République est qualifiée de régime semi-présidentiel. De Gaulle qualifiera le Président de la République d'arbitre national au-dessus des partis.

## Cinquième République

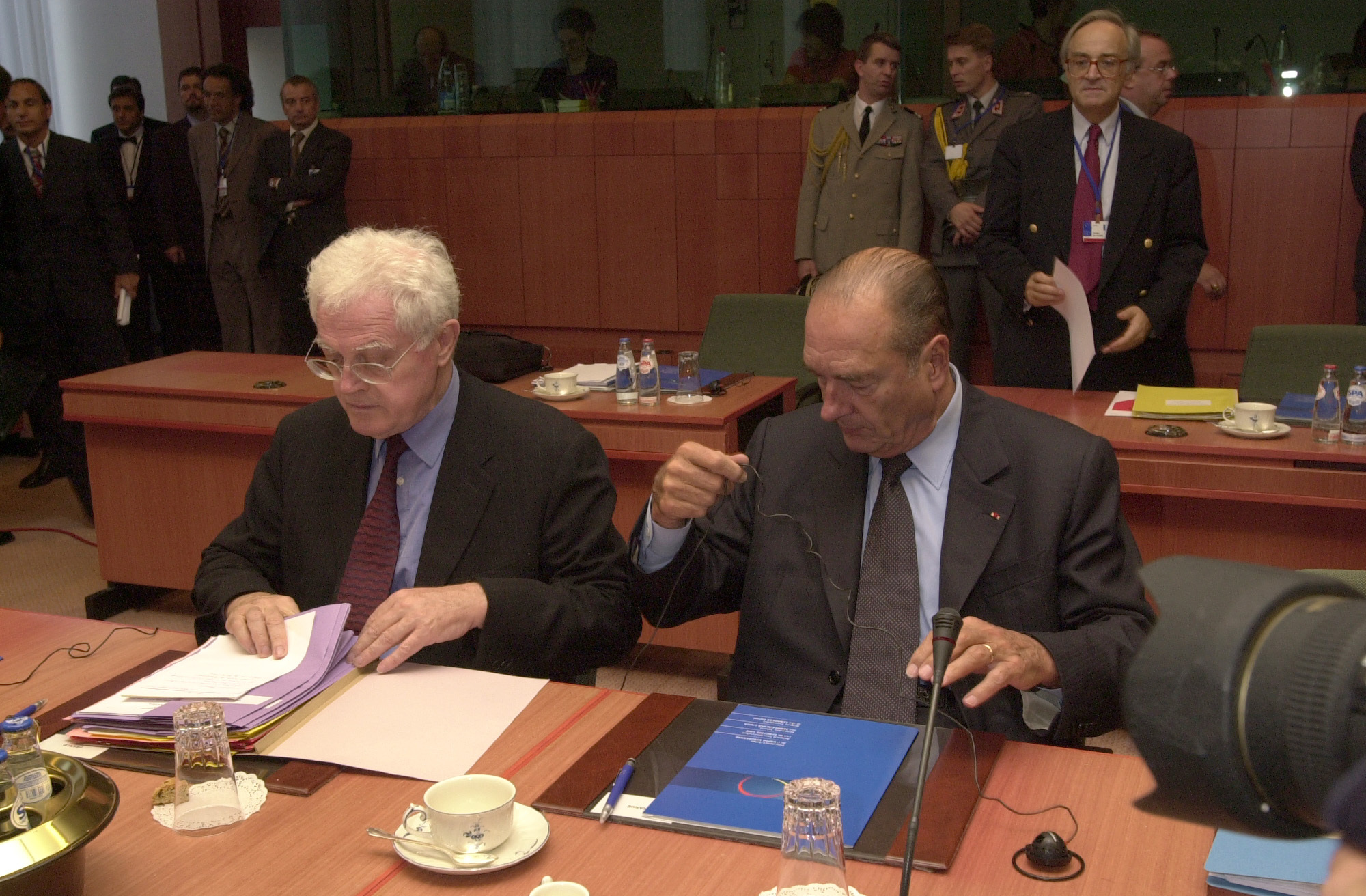
Les deux têtes de l'exécutif français en 2001 : le Président Jacques Chirac et le Premier ministre Lionel Jospin.

Le régime semi-présidentiel de la Cinquième République est bicéphale, ce qui veut dire que le pouvoir exécutif comporte deux « têtes » : le président de la République, chef de l’État, et le Premier ministre, chef du gouvernement. Mais cette expression juridique ne préjuge pas de l’importance respective de chacune de ces têtes, qui peuvent être égales ou non, comme c’est le cas en France. Jusqu’aux élections législatives de 1986, on a pensé que la pratique avait définitivement assis la prééminence du président de la République sur l’exécutif français, au détriment du Premier ministre qui n’occupait, de manière fort peu constitutionnelle, qu’une place d’exécutant. Mais ces dernières élections ont totalement remis en cause la pratique du pouvoir en permettant une alternance politique au Parlement en plein mandat présidentiel. S’ouvrit alors la première « cohabitation », qui verra le Président s’effacer et le Premier ministre prendre, en toute indépendance du chef de l’État, les rênes de l’exécutif, avec le soutien indéfectible de l’Assemblée nationale. Bien que la cohabitation soit aujourd’hui rendue improbable par l’instauration du quinquennat en 2000, mis en application pour la première fois avec Jacques Chirac, on ne peut s’empêcher de constater que jamais, sous la Cinquième République, le bicéphalisme n’a été égalitaire, consacrant la prééminence soit du Président, soit du Premier ministre, en fonction de la majorité politique siégeant à l’Assemblée nationale. Les débats institutionnels actuels tournent généralement autour de ce problème de la définition des rôles des deux têtes de l’exécutif.

### Prééminence du président de la République hors période de cohabitation
Depuis Charles de Gaulle, les chefs de l’État français disposent, hors période de cohabitation, d'une large part du pouvoir exécutif. En dehors des périodes de cohabitation, le Président de la République s’impose comme le véritable chef de l’exécutif, au détriment du Premier ministre. Cette situation tient à plusieurs facteurs.
D’une part, le Premier ministre est choisi par le chef de l’État de manière totalement discrétionnaire. Celui-ci fait son choix comme bon lui semble et, bien que le Premier ministre ait besoin de la confiance de l’Assemblée nationale pour gouverner, le Parlement n’a aucun droit de regard sur la nomination de ce dernier. Il n’est ainsi pas rare de voir le Président choisir un de ses proches (Alain Juppé, Jean-Pierre Raffarin et Dominique de Villepin sous la présidence de Jacques Chirac, ou encore Édith Cresson et Pierre Bérégovoy sous la présidence Mitterrand), qui pourra exécuter des politiques dont il aura préalablement déterminé les contours, ou encore une personnalité politique capable de faire consensus au sein de la majorité parlementaire (comme Michel Debré sous la présidence De Gaulle, Jacques Chirac sous la présidence de Valéry Giscard d’Estaing ou encore Michel Rocard sous la présidence Mitterrand), qu’une personne jugée sur sa seule compétence. Par le biais du Premier ministre, le Président de la République exerce ainsi l’essentiel du pouvoir exécutif, et les grandes lignes de la politique opérée par le gouvernement émanent de lui plus que du Premier ministre.
D’autre part, depuis 1962, le Président de la République est élu au suffrage universel direct. Bénéficiant ainsi d’une légitimité démocratique on ne peut plus importante que celle du Premier ministre, qui n’est pas élu et n’émane pas du Parlement, il peut moralement s’imposer comme étant le véritable chef du pouvoir exécutif. L’Assemblée nationale, censée soutenir le gouvernement, est alors amenée à soutenir le chef de l’État et ses décisions. Cette dernière situation a atteint son paroxysme depuis l’instauration du quinquennat, qui rapproche élections présidentielle et législatives sur le calendrier électoral. L’enjeu pour les deux scrutins devient ainsi sensiblement le même : il serait étonnant de voir le peuple envoyer à la Chambre basse une majorité politique s’opposant au Président qu’il vient d’élire. La victoire législative, de ce fait, se fera presque logiquement dans le camp du nouveau Président, écartant très probablement définitivement toute éventualité de cohabitation. Dans cette logique, on peut raisonnablement affirmer que, depuis 2001, le seul enjeu des élections législatives est le soutien ou non à la Présidence de la République, et non plus l’élection d’une majorité politique sur la base d’un véritable programme de gouvernement, ce dernier enjeu échéant du coup à l’élection présidentielle.
Dès l’instauration de la Cinquième République, la pratique du pouvoir par le Président de la République a redéfini la responsabilité du Premier ministre. En vertu de la constitution, ce dernier est censé être responsable devant l’Assemblée nationale, qui peut le renverser en censurant son gouvernement ou en lui refusant sa confiance. Trop fréquent sous les Troisième et Quatrième République, cet évènement ne s’est produit jusqu’à maintenant qu’une seule fois dans tout l’histoire de la Cinquième République : en octobre 1962, lorsque le gouvernement Pompidou a été censuré par l’Assemblée nationale, en majorité hostile à l’instauration de l’élection du Président au suffrage direct envisagée par De Gaulle. 
Hors période de cohabitation, le Premier ministre fait donc plus figure d’exécutant de la Présidence de la République que de véritable chef de l’exécutif comme le voudrait la constitution de 1958. L’instabilité ministérielle, si elle ne provient plus du Parlement, provient donc désormais du chef de l’État. Surnommé « le fusible de la Cinquième République », le Premier ministre fait figure de rempart aux critiques formulées à l’intention du pouvoir en place. L’essentiel du pouvoir exécutif étant en réalité exercé par la Président de la République, sa fonction perd l’essentiel des prérogatives que lui confère pourtant la constitution. Comme c’est d’usage sous la Cinquième République, la pratique l’emporte sur le droit.

### Prééminence du Premier ministre en période de cohabitation
La cohabitation, survenue pour la première fois en 1986, aura eu des effets considérables sur la pratique du pouvoir en France. Entraînant la formation, à la suite d’élections législatives, d’un gouvernement soutenu par une majorité parlementaire d’une tendance politique différente de celle du Président de la République, elle imposera un retour aux fondamentaux de la constitution, et en particulier à ceux relatifs aux pouvoir du gouvernement et du Premier ministre. Le chef de l’État perdra brièvement son hégémonie sur l’ensemble du pouvoir exécutif, au bénéfice d’un gouvernement reflétant la majorité politique siégeant à l’Assemblée nationale, mené par un premier ministre fort, retrouvant l’entière possession des prérogatives qu’est censée lui déléguer la constitution.
Bien qu’exceptionnelle, cette situation n’induit d’aucune manière que ce soit un changement de régime politique, mais plutôt un changement de système politique. La pratique présidentialiste du pouvoir disparaît au profit d’une stricte application de la constitution : le gouvernement et son chef coordonnent la politique intérieure, le chef de l’État faisant office de contre-pouvoir et de garde-fou aux abus du pouvoir exécutif, tout en continuant à bénéficier de son domaine réservé en matière de politique étrangère (domaine réservé qui n'est nullement mentionné dans la constitution). La Cinquième République ne sera finalement jamais autant elle-même que lors des différentes cohabitations, tant le retour aux fondamentaux de la constitution de 1958 qu’elle implique est visible. C’est pourquoi on peut alors raisonnablement affirmer qu’en période de cohabitation, le Premier ministre devient, ou plutôt redevient le véritable chef du pouvoir exécutif.
En 1986, 1993 et 1997, les trois cohabitations ont débuté dans des contextes relativement similaires : la majorité sortante, soutenant le Président de la République, était battue, supplantée par une nouvelle majorité hostile au chef de l’État. Ce dernier ne pouvait alors évidemment plus imposer ses choix en matière de politique intérieure, courant le risque de voir les différents gouvernements qu’il formerait continuellement renversés par la Chambre Basse. Il devait alors faire face à la situation de précarité dans laquelle le peuple l’avait placé, et opter pour la nomination d’un Premier ministre d’un bord politique différent du sien, capable de recevoir la confiance de l’Assemblée nationale.
Le Premier ministre devient alors immédiatement le véritable chef du pouvoir exécutif. Bénéficiant du soutien de l’Assemblée nationale sans laquelle rien ne peut se faire, il a désormais toute légitimité pour former son gouvernement comme il l’entend et pour mener des politiques conformes à ses aspirations et à celles de ceux qui le soutiennent au Parlement. Le chef de l’État, écarté en partie du pouvoir et cantonné, comme nous venons de le voir, aux seules fonctions et habilités que lui délègue la constitution, perd pratiquement tout son influence sur la coordination et la menée de la politique de la Nation.
En plus de retrouver l’ensemble de son pouvoir et de ses prérogatives, le Premier ministre n’est en outre plus responsable que devant l’Assemblée nationale. Puisque le Président de la République ne peut plus le choisir de manière discrétionnaire mais en fonction des aspirations de la majorité parlementaire nouvellement élue, le chef du gouvernement ne doit plus sa nomination qu’aux députés, et à eux seuls. Dans la plus stricte application de la constitution de 1958, il ne rend guère plus de comptes qu’à l’Assemblée nationale. Qu’on soit en période de cohabitation ou non, le bicéphalisme en France n’est pas, n’a jamais été et ne sera probablement jamais égalitaire, le Président de la République ou le Premier ministre se retrouvant au Premier plan en fonction du bord politique de la majorité siégeant à l’Assemblée nationale.